# Krakau

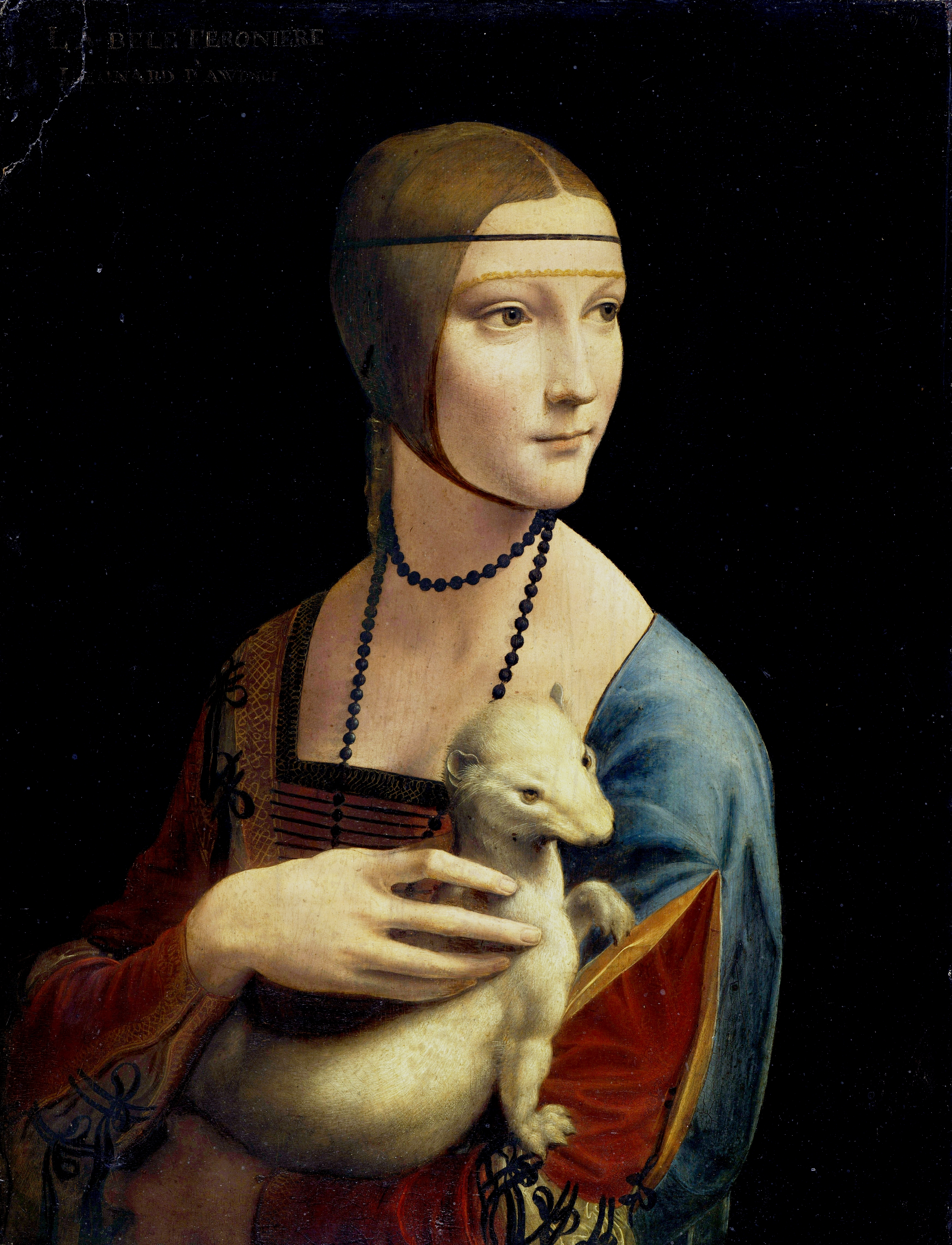
Leonardo da Vinci De dame met de hermelijn, Nationaal Museum, Czartoryski Collection, Krakau

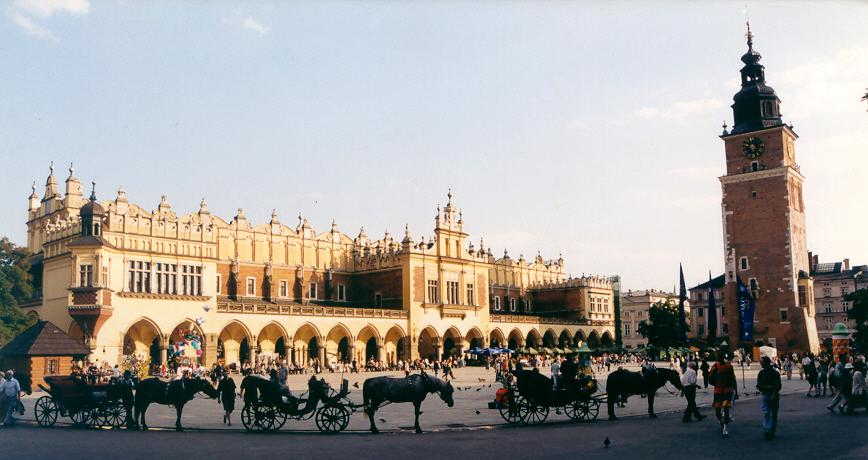
Sukiennice en de Raadhuistoren

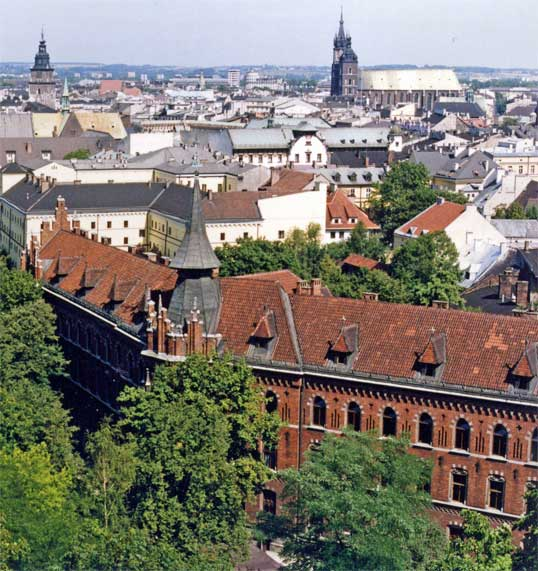
Het arsenaal en het centrum van de stad Krakau

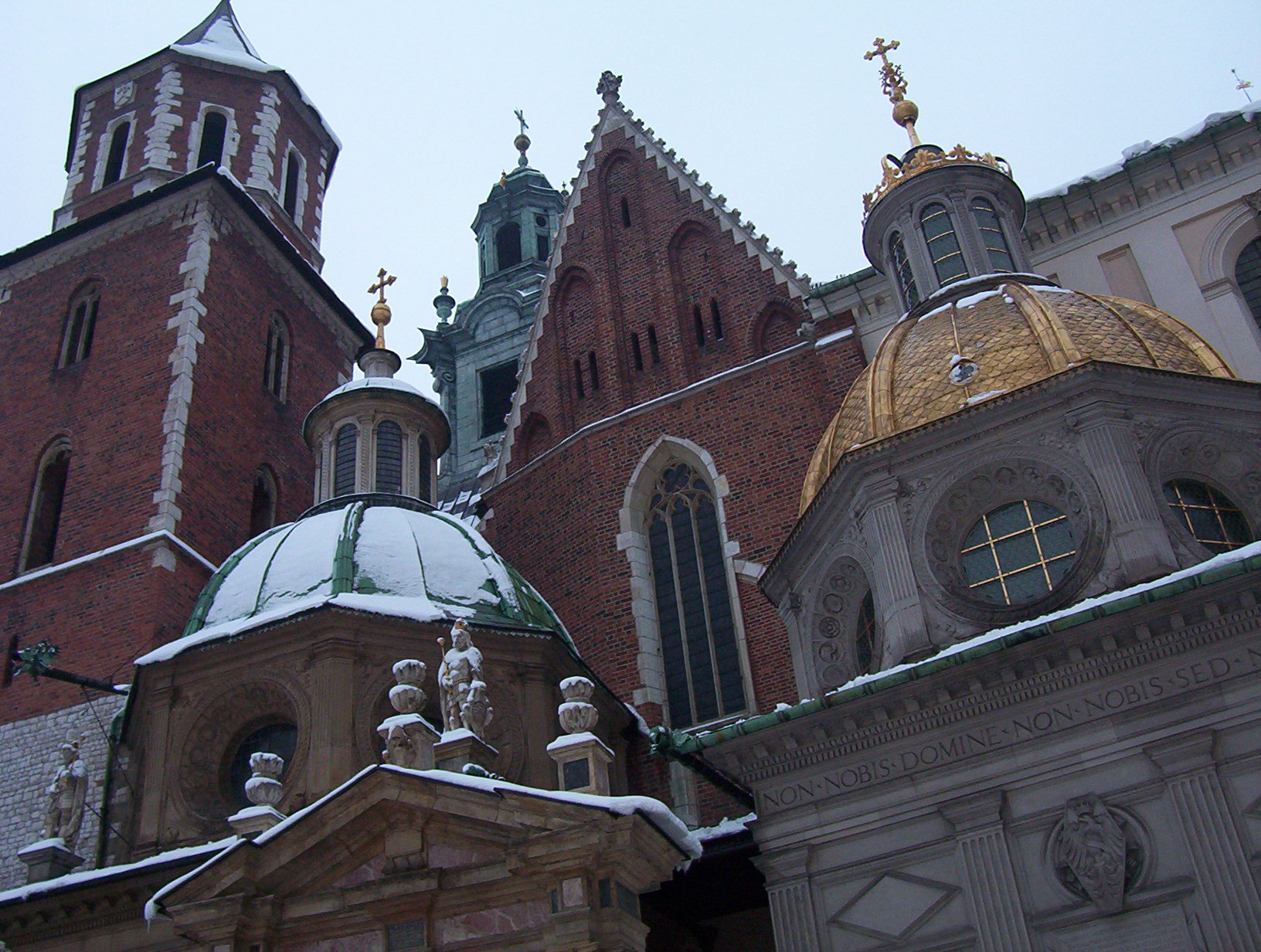
Detail van de Wawelkathedraal

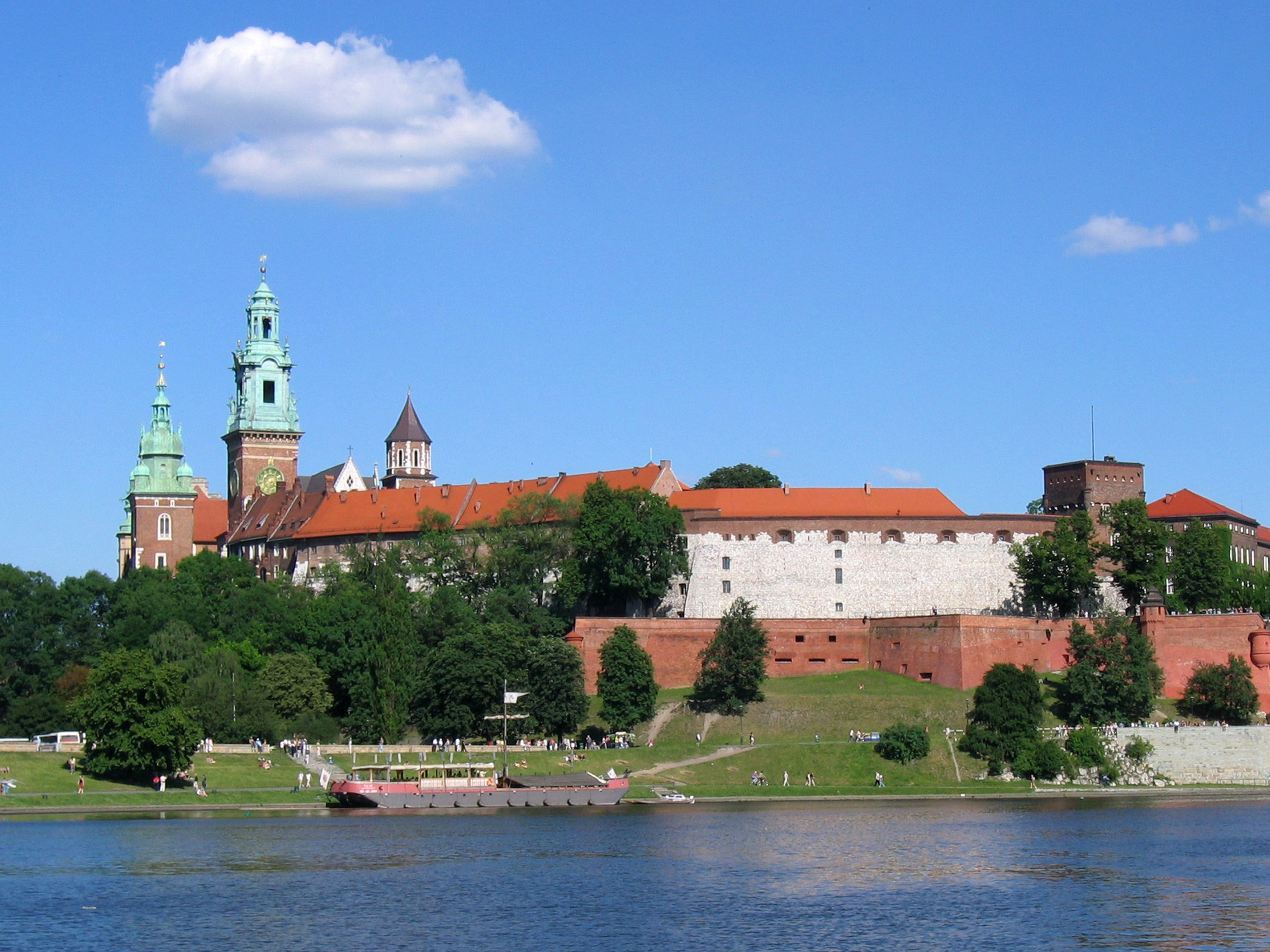
De Wawel-heuvel aan de Wisła, met links de kathedraal

Krakau (Pools: Kraków [ˈkrakuf], Jiddisch: Kroke) is met 774.839 inwoners (30 juni 2019) na Warschau de grootste stad van Polen. De stad ligt op een hoogte van 188–393 meter boven zeeniveau aan de Wisła in het zuiden van Polen en is de hoofdstad van het woiwodschap Klein-Polen (Małopolska). Krakau was gelegen aan de Via Regia, het was een Hanzestad en tot 1609 was het de hoofdstad van Polen. Daarnaast is het een bisschopstad.
Krakau is een van de belangrijkste cultuursteden van Midden-Europa. Het wordt daarom wel het "Florence van Polen" genoemd. De stad kwam als een van de weinige steden in Polen vrij ongeschonden de Tweede Wereldoorlog door, al werd de Joodse wijk Kazimierz tijdens de Duitse bezetting wel in hoge mate verwoest.
Het stadscentrum staat op de Werelderfgoedlijst van de UNESCO. Krakau is een literatuurstad en was in 2000 culturele hoofdstad van Europa.

## Geschiedenis
Krakau ontstond rond een natuurlijke heuvel, de Wawel. De stad kwam tot ontwikkeling op een kruispunt van oude handelswegen: de Barnsteenroute van de Oostzee naar Rome, en de route van Byzantium naar Neurenberg. Op de Wawel werd een burcht gebouwd, waar gedurende vijf eeuwen de Poolse koningen resideerden. Een van hen was Casimir de Grote, die in 1364 de nog steeds bestaande universiteit stichtte, na die van Praag de oudste in Midden-Europa.
Vóór de 13de eeuw kende Polen geen steden in de toenmalig moderne betekenis. Krakau was een marktplaats bij een vorstelijke residentie. Het verschijnsel van een zichzelf regerende stad met vrije stadsburgers, georganiseerd in gilden van handels- en ambachtslieden, paste niet in de Poolse feodale samenleving waarin alleen de adel een zekere vrijheid bezat en het volk zich in horigheid onder deze kaste moest schikken. De Poolse vorsten zagen echter in dat de primitieve economie van Polen alleen tot bloei zou kunnen komen als ondernemende burgers zich in vrijheid konden ontplooien. De weerstand om de horigen die vrijheid te geven was onder de adel zo groot dat besloten werd om belangrijke marktplaatsen wel tot stad te verheffen, maar voor die nieuwe steden het Poolse recht niet aan te passen. Daarentegen zouden ze volgens buitenlands stadsrecht ingericht moeten worden, recht waarop Polen dan geen beroep zouden kunnen doen, zodat zij zich niet aan het gezag van de adel zouden kunnen onttrekken door naar die steden uit te wijken.

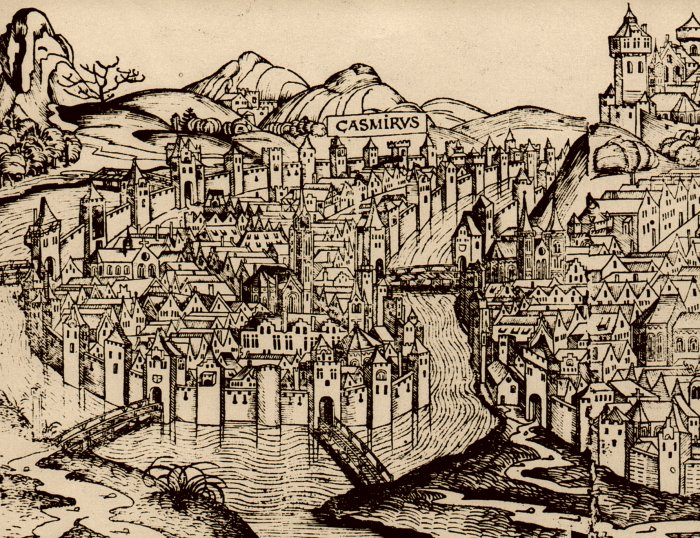
Afbeelding uit de Kroniek van Neurenberg, 1493

In Midden-Europa was voor dat doel het zogenaamd Duitse stadsrecht voorhanden en in het geval van Krakau werd in 1257 meer specifiek het Maagdenburger, dat wil zeggen aan de stad Maagdenburg ontleende, recht overgenomen. De nieuwe steden waaronder Krakau werden voorlopig bevolkt met buitenlanders, in dit geval afkomstig uit het Duitse Rijk. In de 13de en 14de eeuw was de burgerij dan ook voornamelijk van Duitse afkomst. Pas in de loop der eeuwen verzwakte de tegenstand van de adel en werd ook aan stadsburgerrecht toegestaan aan Polen, die na verloop van tijd de overhand namen. Zo behoorde in Krakau de Mariakerk eerst aan de Duitstalige parochie en werd de St. Barbarakerk voor de Polen gesticht. De Duitse bestuurstaal van de stadsraad en de gilden werd in de 15de eeuw gaandeweg vervangen door de Poolse en in de 16de eeuw zou Krakau ook cultureel een Poolse stad worden. Het stedelijk patriciaat bleef nog wel tot in de 16de eeuw Duits spreken, mede vanwege de onontbeerlijke handelsrelaties tot de steden in het Duitse Rijk.
Op de Wawel bevindt zich als onderdeel van de burcht ook de kathedraal.
Onder aan die heuvel bevindt zich de drakengrot. Het verhaal gaat dat daar in de Middeleeuwen een draak (Smok Wawelski) woonde die elke dag gevoerd werd met vee (schapen en varkens). Koning Krak beloofde dat diegene die de draak zou verslaan, met zijn dochter mocht trouwen. Een schoenmaker durfde het aan. Hij slachtte een schaap, vulde dat met zwavel en naaide het weer dicht. De draak at dit schaap, vloog in brand en sprong in de Wisła. Daar dronk hij zoveel dat het beest open barstte. Sindsdien is er alleen nog de grot met daarvoor een koperen beeld van een draak.
Krakau kwam bij de Derde Poolse Deling (1795) aan Oostenrijk, maar werd in 1809 door Napoleon veroverd en bij het door hem ingestelde hertogdom Warschau gevoegd. Dit hertogdom werd na de val van Napoleon ontmanteld en op het Congres van Wenen aan Rusland (Congres-Polen) en Pruisen (Posen) toegekend. Aangezien men het over Krakau niet eens werd, verklaarde men deze stad en de omliggende gebieden tot vrije, onafhankelijke en strikt neutrale stad. Deze Republiek Krakau werd in 1846 door Oostenrijk geannexeerd. Na de Eerste Wereldoorlog werd de stad in 1919 weer Pools.
Tijdens de Tweede Wereldoorlog was Krakau de hoofdstad van het nazi-Duitse General-Gouvernement en woonde Hans Frank in de Wawel.

## Tradities
Naast het verhaal van de draak onder aan de Wawel zijn er meer verhalen en traditionele gebruiken.
Hejnał. Elk uur speelt vanaf de hoogste toren van de Mariakerk (Kosciół Mariacki) een trompetblazer een melodie die plotseling afgebroken wordt. De 'hejnał' was het signaal om de stadspoorten te openen of te sluiten en werd elke ochtend en avond gespeeld. De legende gaat dat in de Middeleeuwen een torenwachter vanaf de noordelijke toren van de kerk de Tataren zag komen. Hij wilde zijn stadsgenoten waarschuwen en speelde op zijn trompet. Zijn trompetspel werd plotseling afgebroken omdat hij geraakt werd door een pijl. Desondanks konden dankzij zijn oplettendheid de stadspoorten net op tijd worden gesloten en de Tartaarse aanval worden afgewend. Sinds de 19e eeuw wordt deze afgebroken 'hejnał' als herinnering aan deze gebeurtenis elk uur gespeeld. Sinds 1927 speelt de Poolse radio deze melodie dagelijks om 12 uur 's middags.
Lajkonik. Elk jaar op de eerste donderdag na Sacramentsdag (tweede donderdag na Pinksteren) komt de 'Lajkonik' in de stad. De held van het feest rijdt, verkleed als Tataar, op een houten paard de stad in. Hij wordt begeleid door muziek. Sommige mannen dragen die dag een traditioneel kostuum van Krakau. De processie begint bij het klooster in Zwierzyniec en eindigt twee tot drie uur later voor de markthal op de 'Rynek'.
Kerststallen of Szopka's van Krakau. Elk jaar, begin december, wedijveren vele families in Krakau met elkaar met hun zelfgebouwde kerststal of 'szopka'. Die kerststallen worden uitgestald bij de Kosciół Mariacki. In de kerststallen verwerken ze vele elementen van gebouwen uit Krakau. Vaak zijn de torens van de Mariakerk te herkennen of de gouden koepel van de kathedraal op de Wawel. En de drakengrot is er ook vaak in te zien. Na de jurering worden de mooiste kerststallen in het historisch museum uitgestald.
Juwenalia in Krakau. Elk jaar in mei barst Krakau los in een uitbundig studentenfeest dat zijn oorsprong vindt in de Middeleeuwen: Juwenalia. Het feest begint officieel wanneer de burgemeester van Krakau symbolisch de sleutels van de stad overhandigt aan de studenten. Vanaf dat moment nemen zij voor enkele dagen de stad over. In kleurrijke kostuums trekken duizenden studenten in een optocht door de straten, zingend, dansend en feestend. De stoet eindigt vaak op de grote markt, de Rynek, waar concerten en optredens plaatsvinden. Juwenalia markeert het begin van de zomer en de afsluiting van het academische jaar. Elke universiteit organiseert eigen evenementen, met tradities die van generatie op generatie worden doorgegeven.

## Religie
Krakau is sinds duizend jaar een bisdom en sinds 1925 de zetel van een rooms-katholieke aartsbisschop. Deze werd van 1964 tot 1978 bekleed door Karol Wojtyła, die daarna tot paus werd gekozen (Johannes Paulus II). De stad is van oudsher een katholiek bolwerk. De eens omvangrijke joodse bevolking is in de Tweede Wereldoorlog vrijwel geheel uitgeroeid.
Van 25 tot 31 juli 2016 hebben de Wereldjongerendagen van de Katholieke Kerk plaatsgevonden in Krakau.

## Bezienswaardigheden

### Historisch centrum (Stare Miasto)

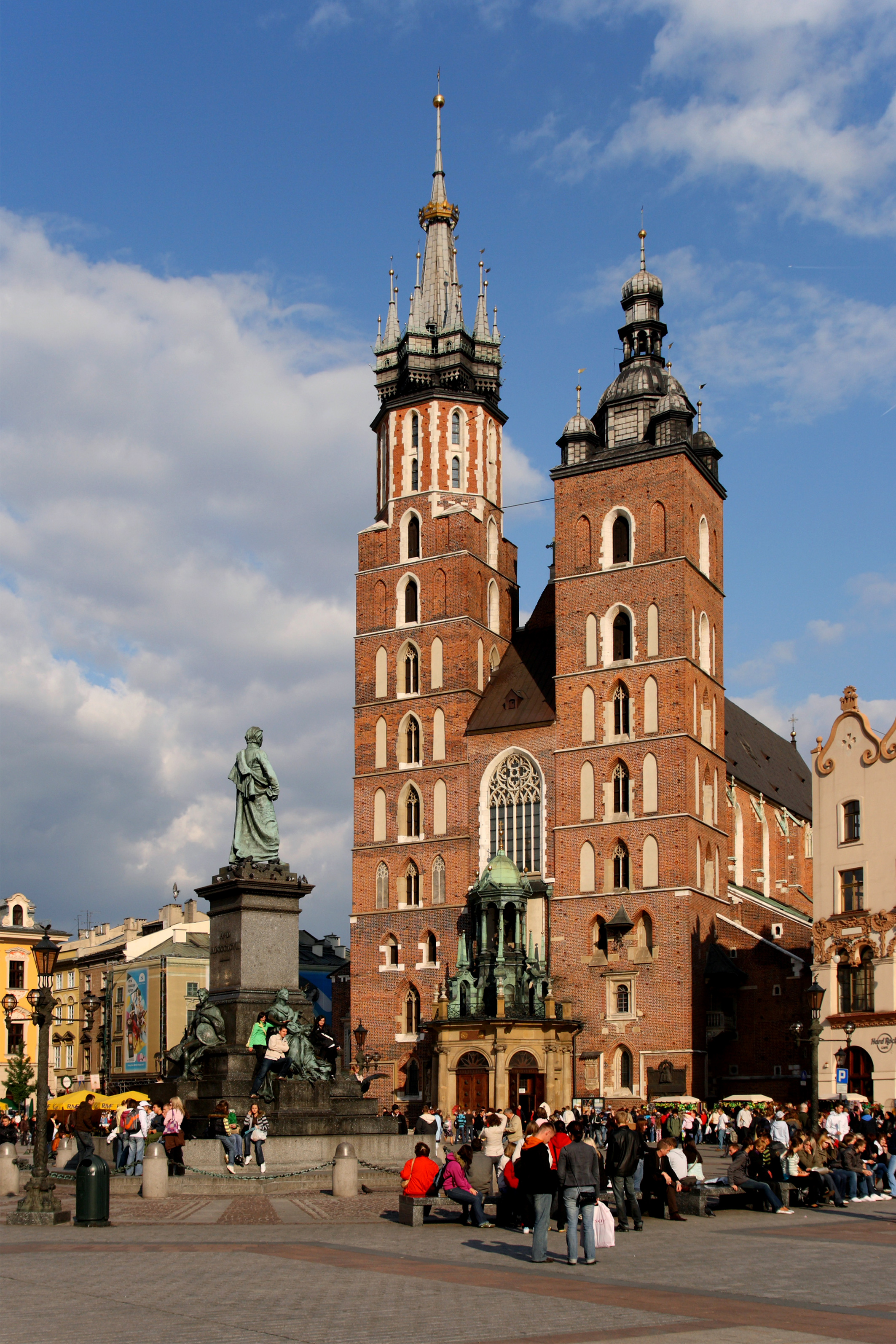
Mariakerk

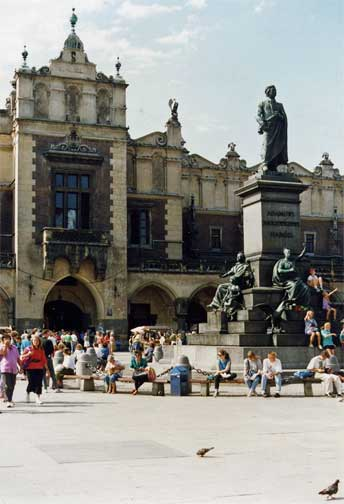
Standbeeld voor de dichter Adam Mickiewicz

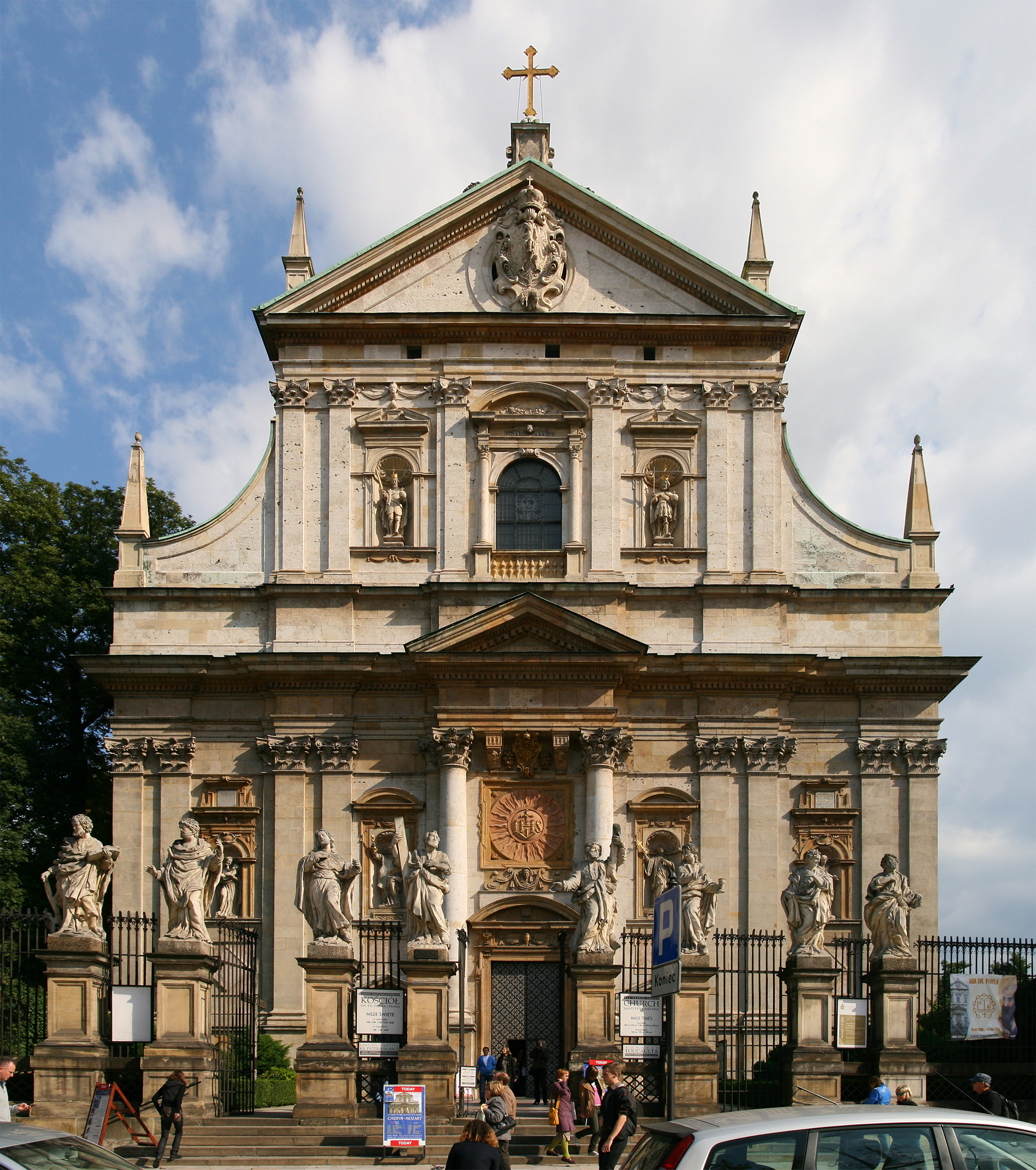
Petrus-en-Pauluskerk

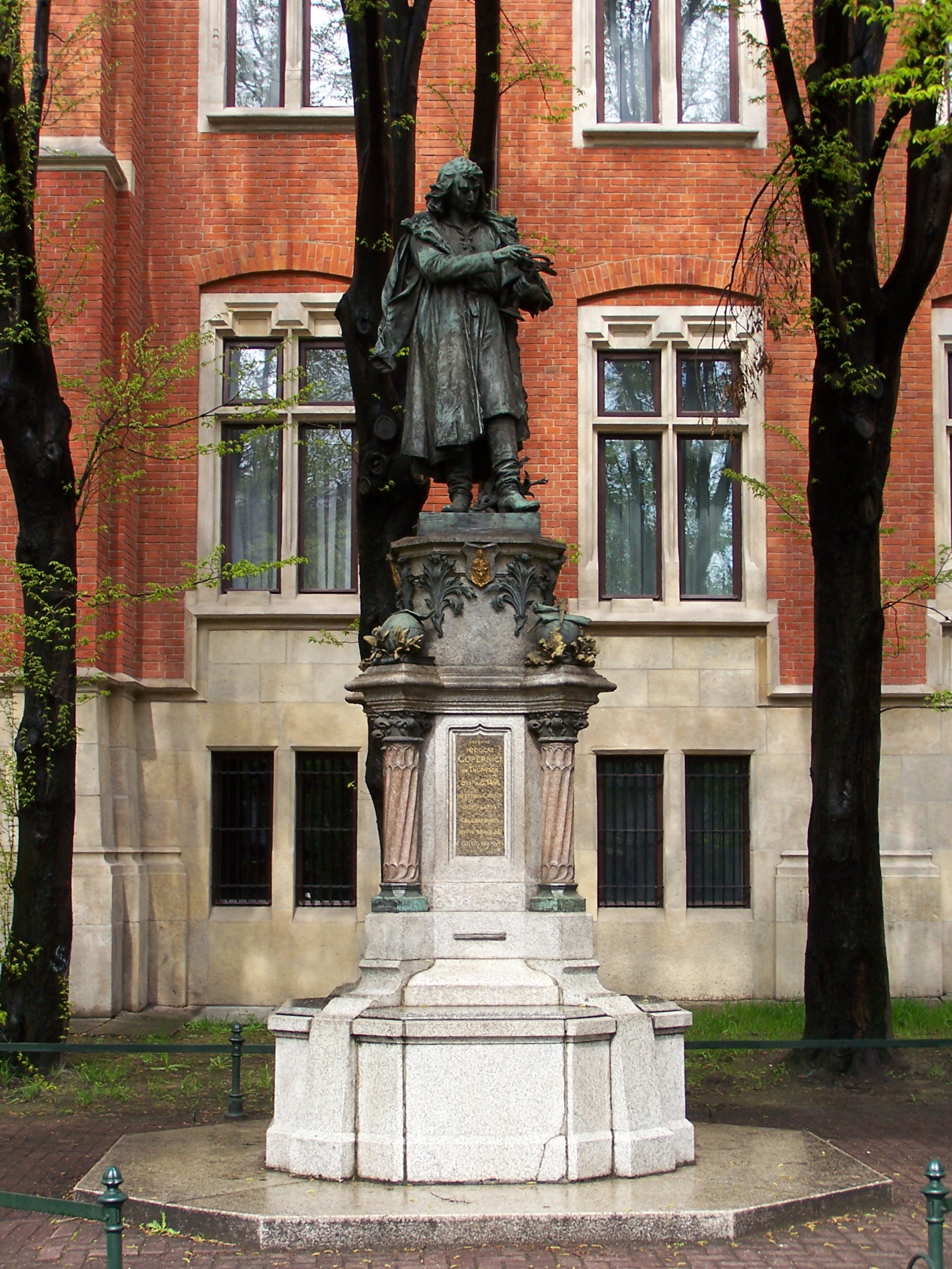
Standbeeld van Copernicus

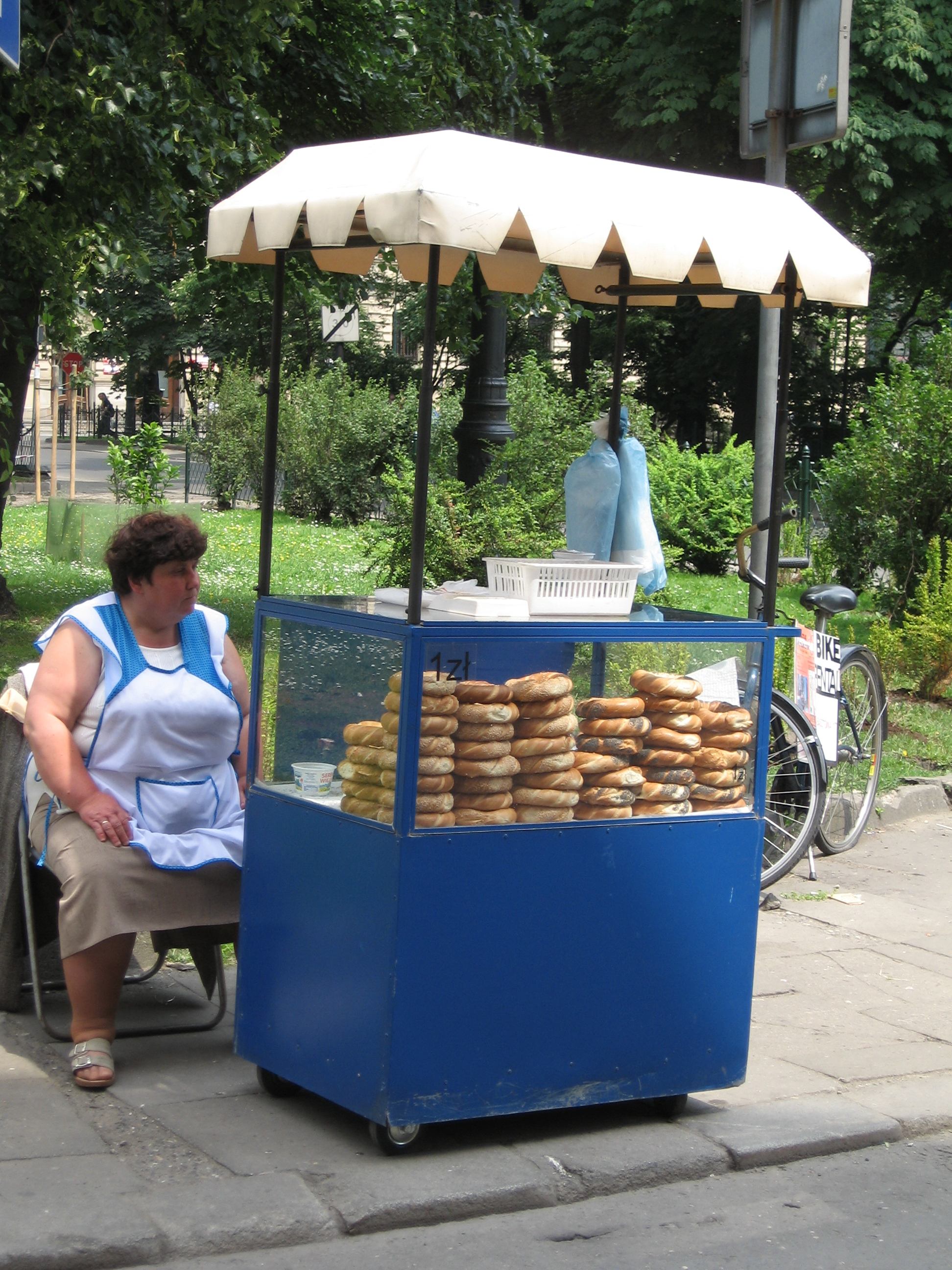
Overal in Krakau kan men typische ronde broodjes (obwarzanki) kopen

Het centrum van de stad heeft de diverse oorlogen ongeschonden doorstaan en is zodoende vooral vanuit historisch oogpunt interessant. De oudste nog bestaande gebouwen (in Ulica Kanonicza) dateren uit het begin van de 13e eeuw. De Sint-Andreaskerk is van nog iets eerder, namelijk 1098. De rest van de bebouwing is in de verschillende eeuwen daarna gebouwd en/of verbouwd, hetgeen veel verschillende bouwstijlen bijeenbrengt. Er zijn vooral veel gebouwen in renaissancestijl.

#### Rynek Główny
Het hart van Krakau is Rynek Główny (Grote Markt) met vlak daarbij Rynek Mały (Kleine Markt). Rynek Główny is een van de grootste en meest bezienswaardige marktpleinen van Europa. Het plein is in de 13e eeuw ontworpen en meet ongeveer tweehonderd bij tweehonderd meter. Aan elke zijde komen drie straten bij de markt. Elk van deze straten leidde naar de stadsmuur, waarvan elke tweede naar een stadspoort leidde. De meeste straten in het centrum zijn evenwijdig aan de straten die vanuit de markt vertrekken en zijn steeds op ongeveer dezelfde afstand van elkaar aangelegd, zodat de ruimtes tussen de straten vrijwel vierkant zijn. De weinige afwijkingen op dit patroon worden veroorzaakt doordat men enkele straten van vóór het ontwerpplan van de Rynek Główny in het plan moest inpassen.
Aan de rand van het marktplein staat de Mariakerk (Kosciół Mariacki). Het wereldberoemde hoogaltaar is gemaakt door de Neurenbergse beeldhouwer Veit Stoss, die in Polen tot Wit Stwosz is omgedoopt. 
Op het plein staan diverse gebouwen in verschillende stijlen: de Raadhuistoren (Ratusz), de Lakenhal (Sukiennice) en de Kerk van Sint-Adalbert (Św. Wojciech). Een typisch classicistische kerk uit de barokperiode in Polen is de Sint-Annakerk in de nabijheid van het marktplein, naar ontwerp van de toentertijd in Polen zeer actieve Nederlandse architect Tielman van Gameren. Eveneens in koninklijke dienst werkte de beroemde Duitse beeldhouwer Andreas Schlüter; er zijn in Krakau nog vele monumenten van zijn hand aanwezig, ook in kerken en paleizen.

#### Wawel
De heuvel heeft een hoogte van 228 m en ligt op de oever van de Wisła, op de zuidwestpunt van het centrum. Op die heuvel bevinden zich talrijke historische gebouwen. Het belangrijkst zijn de Wawelkathedraal en het kasteel van Wawel. Onder de heuvel bevindt zich de Drakengrot.

#### Planty
Planty is een stadspark, dat is aangelegd rondom de oude stad. In het noordelijk deel hiervan bevinden zich nog steeds Barbakan en de Florianuspoort, onderdeel van de stadsmuur.

### Moderne architectuur
In 2014 werd het ICE-Congres-Centrum geopend. Het is een architecturaal kunstwerk, ontworpen door de Poolse architecten Krzysztof Ingarden en Jacek Ewý. Het is een belangrijk zakelijk en cultureel trefpunt van de stad. Gelegen aan de Wisła, in het hart van Krakau, biedt het ruimte voor een verscheidenheid aan evenementen: van internationale congressen, conferenties, symposia en zakelijke bijeenkomsten, via culturele evenementen zoals concerten, opera, theater en balletvoorstellingen, tot sociale bijeenkomsten.

### Grafheuvels
- Grafheuvel van Kościuszko
- Grafheuvel van Krakus
- Grafheuvel van Piłsudski
- Grafheuvel van Wanda

### Kazimierz
Behalve voor rooms-katholieken is Krakau ook voor Joden een belangrijke stad: zij kwamen vooral vanaf de Dertigjarige Oorlog in groten getale in Kroke wonen, hoofdzakelijk in de wijk Kazimierz. In 1943 werd het getto van Krakau vernietigd: de meesten van de 70.000 Joden die voor de Tweede Wereldoorlog in Krakau woonden, overleefden de Holocaust niet. Momenteel wonen er nog maar 180 Joden in Krakau.
- Oude Raadhuis van Kazimierz

### Nowa Huta
Nowa Huta is een socialistisch realistische modelwijk, een arbeiderswijk met zware industrie.

### Uitgaansleven
Krakau heeft een zeer uitgebreid uitgaansleven. Uiteraard speelt hier mee dat Krakau een studentenstad is. In het centrum en in Kazimierz zijn honderden kroegen te vinden. Kenmerkend zijn de vele "kelderbars", waarvoor men eerst lange trappen af moet dalen, alvorens het etablissement te betreden. Deze bars bestaan veelal uit kleine kamertjes en gangetjes. Verder zijn er tal van georganiseerde kroegentochten door de stad heen te doen. 

### Wieliczka-zoutmijn
De zoutmijn ligt op 12 km ten zuidoosten van Krakau en heeft veel bijgedragen aan de welvaart van de stad. Het is mogelijk om de zoutmijn te betreden.

## Musea
Krakau kent tal van musea in en rondom de stad. Een aantal benoemenswaardige:
- Nationaal Museum
- Czartoryski-museum
- Pools Luchtvaartmuseum
- Schindlerfabriek, bekend van Oskar Schindler uit Schindlers List.
- Rynek Underground
- Oude Synagoge
- Kraków Pinball Museum, waar men onbeperkt met tal van oude pinball machines kan spelen.
- Galicia Joods Museum
- Eagle Pharmacy
- Muzeum Inżynierii i Techniki, museum over techniek.

## Onderwijs
- Jagiellonische Universiteit is een universiteit opgericht door Kazimierz Wielki,
- Akademia Górniczo-Hutnicza - de grootste technische universiteit in Polen,
- Uniwersytet Ekonomiczny w Krakowie - de grootste economische universiteit in Polen,
- Uniwersytet Rolniczy - universiteit van landbouw in Krakau,
- Politechnika Krakowska - Tadeusz Kościuszko universiteit van technologie.
- Akadamia Muzyczna Im. Krzysztofa Pendereckiego W Krakowie - Conservatorium in Krakau

## Toerisme, verkeer en vervoer
In 2000 was Krakau de eerste stad uit Polen en Midden- en Oost-Europa (gelijktijdig met Praag) die culturele hoofdstad van Europa werd. In het tweede decennium van de 21e eeuw werd het ook bekroond met de titel Van Europese Stad van Sport 2014 en UNESCO Literatuurstad. In 2006 werd Krakau vermeld onder de 5 populairste steden in Europa, in 2007 werd het "de meest modieuze stad in de wereld" genoemd, volgens het Amerikaanse Internetagentschap Orbitz.
Krakau ligt aan de snelweg A4, de belangrijkste oost-westverbinding van het zuiden van Polen. Deze weg verbindt Krakau onder meer met de grootschalige agglomeratie in Opper-Silezië rondom Katowice.
Ten noordoosten van de Oude Stad bevindt zich het belangrijkste treinstation van de stad, Kraków Główny, dat spoorverbindingen heeft met onder meer Warschau, Katowice, Bielsko-Biała, Wrocław, Poznań, Zakopane, Czechowice-Dziedzice (via Oświęcim), maar ook met buitenlandse bestemmingen als Berlijn en Kiev. 
Na grootste investeringen in recente jaren is het spoornetwerk in Krakau aanzienlijk uitgebreid. Tegenwoordig telt Krakau tal van stations, waarvan Station Kraków Grzegórzki, Station Kraków Business Park en Station Kraków Balice (Kraków Airport) de grootsten zijn. Een overzicht van alle stations is hier te vinden: Spoorwegstation in Krakau.
Ten westen van de stad ligt de luchthaven Kraków-Balice, de op een na grootste luchthaven van Polen.
Verder heeft Krakau tal van bus- en tramlijnen. 

## Gezondheid en milieu
Krakau is een van de meest vervuilde grote steden van Polen en wordt ook wel het Peking van Europa genoemd. Vooral 's winters kan het fijnstofgehalte de Europese norm fors overschrijden. Sinds 1 september 2019 is het er verboden hout, steenkool of biomassa te stoken.

## Sport
Krakau heeft twee grote voetbalclubs: Wisła Kraków en Cracovia. Puszcza Niepołomice, een voetbalclub uit het naast Krakau gelegen Niepołomice, speelt in het stadion van Cracovia haar thuiswedstrijden omdat het eigen stadion niet voldeed aan de voorwaarden van de Ekstraklasa. Minder populaire voetbalclubs die alleen op nationaal niveau spelen zijn: Hutnik Kraków, Garbarnia Kraków, Prądniczanka, Płaszowianka, Tramwaj Kraków en Klub Sportowy Zwierzyniecki.
Er zijn in Krakau ook basketbal- (Wisła CanPack Kraków) en ijshockeyclubs (Cracovia Kraków) die op het internationale topniveau spelen. In 2016 was Krakau een van de vier speelsteden tijdens het EK handbal (mannen).

## Stedenbanden
- Bratislava (Slowakije)
- Bordeaux (Frankrijk)
- Chisinau (Moldavië)
- Curitiba (Brazilië)
- Cuzco (Peru)
- Edinburgh (Verenigd Koninkrijk)
- Fez (Marokko)
- Florence (Italië)
- Frankfurt am Main (Duitsland)
- Göteborg (Zweden)
- Guadalajara (Mexico)
- Innsbruck (Oostenrijk)
- La Serena (Chili)
- Leipzig (Duitsland)
- Leuven (België)
- Luik (België)
- Lviv (Oekraïne)
- Orléans (Frankrijk)
- Pécs (Hongarije)
- Rochester, (Verenigde Staten)
- Quito (Ecuador)
- Rome (Italië)
- San Francisco (Verenigde Staten)
- Sevilla (Spanje)
- Solothurn (Zwitserland)
- Tbilisi (Georgië)
- Vilnius (Litouwen)
- Zagreb (Kroatië)

## Bekende inwoners van Krakau

### Geboren
- Wladislaus II van Hongarije (1456-1516), koning van Bohemen en Hongarije
- Alexander van Polen (1461-1506), grootvorst van Litouwen en koning van Polen
- Sigismund II August van Polen (1520-1572), koning van Polen en grootvorst van Litouwen
- Jan Matejko (1838-1893), schilder
- Helena Rubinstein (1870-1965), Pools-Amerikaans cosmetica-industrieel en zakenvrouw
- Mordechai Gebirtig (1877-1942), Jiddische dichter en schrijver
- Max Fleischer (1883-1972), Oostenrijks-Amerikaanse pionier in de ontwikkeling van de tekenfilm
- Bronisław Malinowski (1884-1942), antropoloog
- Leon Schiller (1887-1954), toneel- en filmregisseur, toneelcriticus en toneelwetenschapper
- Moïse Kisling (1891-1953), Frans-Pools schilder
- Adam Kogut (1895-1940), voetballer en militair
- Elsa Gasser (1896-1967), Zwitserse econome en journaliste
- Henryk Reyman (1897-1963), voetballer
- Rudolph Maté (1898-1964), Oostenrijks-Hongaarse joodse filmregisseur en cameraman
- Stefan Śliwa (1898-1964), voetballer
- Ludwik Gintel (1899-1973), voetballer
- Józef Adamek (1900-1974), voetballer
- Józef Klotz (1900-1941), voetballer
- Andrzej Przeworski (1900-1952), voetballer
- Leon Sperling (1900-1941), voetballer
- Itzhak Stern (1901-1969), verzetsstrijder uit de Tweede Wereldoorlog
- Jan Marcin Szancer (1902-1973), illustrator
- Edward Ochab (1906-1989), politicus
- Stanisław Flanek (1919-2009), voetballer
- Andrzej Munk (1921-1961), filmregisseur en scenarioschrijver
- Franciszek Macharski (1927-2016), kardinaal-aartsbisschop van Krakau
- Zwi Hecker (Zvi Tadeusz Hecker) (1931-2023), Pools-Israëlisch architect
- Jerzy Hoffman (1932), regisseur
- Marek Koterski (1942), filmregisseur en scenarioschrijver
- Ewa Lipska (1945), schrijfster
- Robert Gadocha (1946), voetballer
- Soroh Schenirer, oprichtster van de orthodox-joodse Beis Yaakov meisjesscholen
- Zbigniew Seifert (1946-1979), jazzviolist
- Jerzy Stuhr (1947-2024), acteur en regisseur
- Olga Jackowska (1951–2018), zangeres en songwriter
- Róża Thun (1954), politica
- Adam Nawałka (1957), voetballer en voetbalcoach
- Andrzej Iwan (1959-2022), voetballer
- Jan Karaś (1959), voetballer
- Janusz Kurtyka (1960-2010), geschiedkundige
- Andrzej Kremer (1961-2010), politicus
- Zdzisław Janik (1964), voetballer
- Krzysztof Bukalski (1970), voetballer
- Marcin Jałocha (1971), voetballer
- Marek Koźmiński (1971), voetballer
- Andrzej Duda (1972), president van Polen (2015-heden)
- Tomasz Rząsa (1973), voetballer
- Dorota Zagórska (1975), kunstschaatsster
- Marcin Urbaś (1976), sprinter
- Łukasz Sosin (1977), voetballer
- Gromee (1978), diskjockey
- Piotr Giza (1980), voetballer
- Marcin Wasilewski (1980), voetballer
- Daria Werbowy (1983), Oekraïens-Canadees supermodel
- Paweł Kaczmarczyk (1984), jazzpianist en componist
- Robert Kubica (1984), Formule 1-coureur
- Dariusz Kuć (1986), atleet
- Michał Pazdan (1987), voetballer
- Rafał Majka (1989), wielrenner
- Agnieszka Radwańska (1989), tennisster
- Sebastian Leszczak (1992), voetballer
- Katarzyna Wasick (1992), zwemster
- Adam Buksa (1996), voetballer
- Aleksander Buksa (2003), voetballer